# فيلامبايستايا
بلدية فيلامبايستايا (بالإسبانية: Villambistia)‏, هي إحدى بلديات مقاطعة برغش, التي تقع في منطقة قشتالة وليون, والتي تقع في شمال غرب إسبانيا.
يبلغ عدد سكانها 70 نسمة وفقاً لإحصائية سنة (2002).